# Vanco Karanfilov
Vanco Karanfilov es un deportista macedonio que compitió en tiro adaptado. Ganó una medalla de plata en los Juegos Paralímpicos de Atenas 2004 en la prueba de pistola de aire (clase SH1).

## Palmarés internacional
| Juegos Paralímpicos | Juegos Paralímpicos | Juegos Paralímpicos | Juegos Paralímpicos |
| Año                 | Lugar               | Medalla             | Prueba              |
| ------------------- | ------------------- | ------------------- | ------------------- |
| 2004                | Atenas (Grecia)     | Medalla de plata    | Pistola de aire SH1 |